# Мен Чан
Мен Чан (кит.: 孟昶; піньїнь: Mèng Chǎng; 9 грудня 919 — 12 липня 965) — другий і останній правитель Пізньої Шу періоду п'яти династій і десяти держав.

## Біографія
Був сином і спадкоємцем засновника держави Мен Чжісяна. Зайняв трон після смерті батька восени 934 року.
Його правління, що тривало понад три десятиліття, було відносно мирним і спокійним. Пізня Шу стала осередком мистецтва, зокрема літератури, оскільки Мен Чан усіляко підтримував митців.
Незважаючи на те, що Пізня Шу була найспокійнішим з південних царств, вона не розвивалась в економічному й військовому сенсах, що зрештою призвело до її занепаду.
Коли 960 року припинила своє існування остання з «п'яти династій» — Пізня Чжоу, а їй на зміну прийшла династія Сун, імператор останньої, Чжао Куан'їнь, розпочав процес об'єднання Китаю під своєю владою. 965 року він змусив Мен Чана визнати Пізню Шу володіннями Сун. Невдовзі Мен Чан помер.

## Девізи правління
- Мінде (明德) 934—938
- Ґуанчжен (廣政) 938—966